# Portland, Maine
Portland är den största staden i den amerikanska delstaten Maine. Portland är administrativ huvudort (county seat) i Cumberland.  
Staden som är belägen vid kusten mot Atlanten är delstatens ekonomiska centrum och den största hamnen. Portland, som har en yta av 136,2 km2, hade 2010 en befolkning som uppgick till 66 194 invånare.
1633 grundades här en koloni, som 1719 blev stad. Portland var 1820–1832 huvudstad i Maine. Under början av 1900-talet var staden främst känd som exporthamn för kött, mjöl och vete, skeppbyggeriindustri samt fiske. Den gamla hamnen omges av fyra fort. På grund av att hamnen var ständigt isfri utnyttjades den som vinterhamn för de kanadensiska ångbåtslinjerna.

## Kända personer från Portland
- John Ford, filmregissör.
- Stephen King, skräckförfattare numera bosatt i Bangor.
- Henry Wadsworth Longfellow, poet.
- Anna Kendrick, skådespelerska